# Stary człowiek i morze
Stary człowiek i morze − opowiadanie amerykańskiego pisarza Ernesta Hemingwaya, opublikowane w 1952 roku. 
Utwór powstał podczas pobytu na Kubie w 1951 roku. Uznaje się, iż pierwowzorem postaci bohatera był Gregorio Fuentes (1897–2002). Jest opowieścią o dramatycznej przygodzie starego kubańskiego rybaka Santiago, który samotnie i niezłomnie walczy z wielkim marlinem. Opowiadanie odniosło natychmiastowy sukces i zostało uznane za ostatnie wybitne i jedno z najlepszych dzieł Hemingwaya.

## Treść

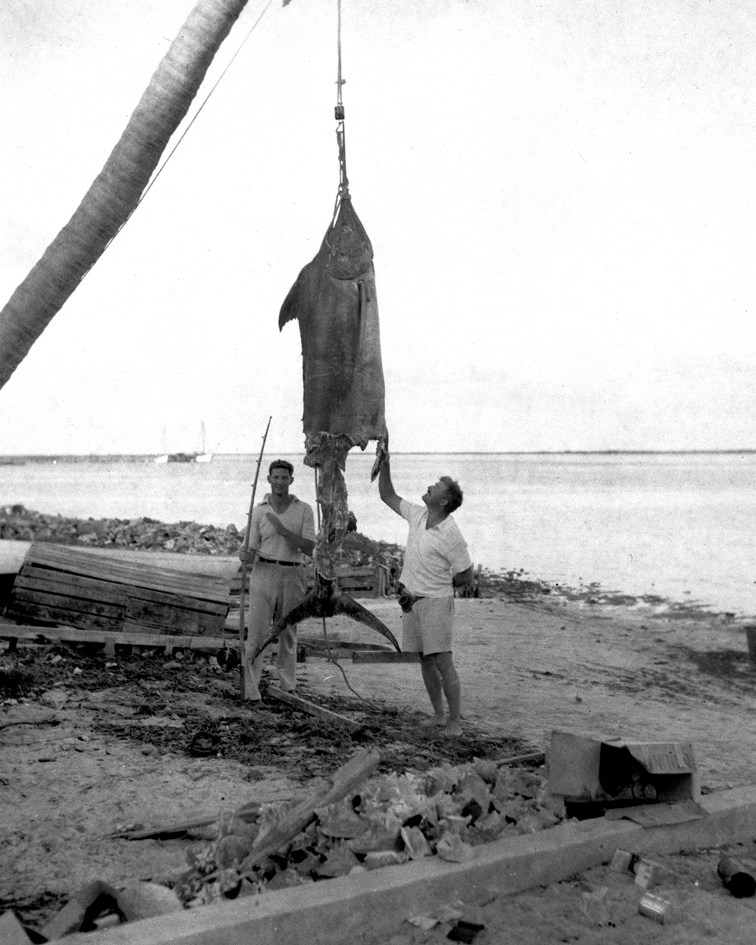
Ernest Hemingway i Henry „Mike” Strater ze szczątkami marlina (ok. 225 z 450 kg), częściowo pożartego przez rekiny (1935)

Akcja opowiadania rozgrywa się w ciągu czterech wrześniowych dni. Stary Santiago, który od 84 dni nie złowił ryby, wyrusza na połów, pragnąc udowodnić, że mimo podeszłego wieku nie jest bezużytecznym i marnym rybakiem. W przygotowaniach do wyprawy pomaga mu kilkunastoletni Manolin. Stary człowiek wyrusza swą łodzią na głębokie wody, gdzie w końcu natrafia na gigantycznego marlina. Wykorzystując wszelkie swe siły i doświadczenie, łowi go po trzech dniach i w drodze powrotnej holuje przy swej łodzi. Zmuszony jest jednak walczyć z licznymi rekinami, które chcą mu odebrać zdobycz. Mimo uporczywej walki rybaka, stopniowo pożerają one rybę, pozostawiając z niej jedynie szkielet. Gdy po powrocie do portu zniechęcony Santiago idzie do domu spać, inni wyrażają zdumienie widząc szkielet przywiązany do jego łodzi. Zaniepokojony Manolin z ulgą odnajduje starego rybaka żywego i obaj planują iść jeszcze razem na połów.

## Analiza i interpretacja
Stary człowiek i morze zawiera wiele tematów, które zajmowały Hemingwaya jako pisarza i jako człowieka. Już na pierwszych stronach opowiadania opisywana jest codzienność kubańskiej wioski rybackiej. Egzystencja rybaka opisana jest w oszczędnym stylu. Mając przeciw sobie zarówno wiek, jak i pecha, Santiago wie, że musi wypłynąć z dala od lądu, „daleko od wszystkich ludzi”, gdzie na pustej arenie morza i nieba zostanie rozegrany ostatni dramat.
Fascynacją Hemingwaya była pomysłowość ludzi, którzy udowadniali swoją wartość poprzez stawienie czoła i pokonanie wyzwań natury. Kiedy starzec łapie marlina dłuższego od jego łodzi, poddawany jest kolejnej próbie, pracując krwawiącymi rękami. Bohater demonstruje zdolność ludzkiego ducha do ponoszenia trudów i znoszenia cierpienia. 

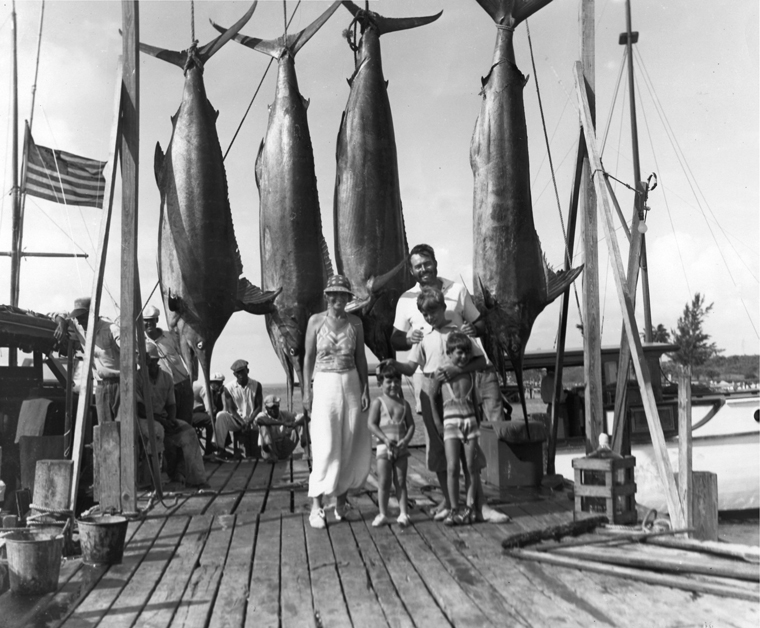
Ernest Hemingway z rodziną i czterema złowionymi marlinami na doku w Bimini, 20 lipca 1935 r.

## Recepcja i wpływ

### Nagrody
Utwór został nagrodzony w 1953 roku Nagrodą Pulitzera za prozę. W znacznym stopniu przyczynił się też do przyznania Hemingwayowi w 1954 roku literackiej Nagrody Nobla.

### Kinematografia
- W 1958 roku ukazała się adaptacja filmowa z udziałem Spencera Tracy'ego[1].
- W 1990 roku ukazała się adaptacja telewizyjna z udziałem Anthony'ego Quinna.

### Inspiracja
Motyw pojedynku człowieka z olbrzymim marlinem wykorzystał jako inspirację Frederick Forsyth w opowiadaniu Cesarz (The Emperor). Nawiązujące akcją i scenerią do utworu Hemingwaya, opowiada o podobnej walce, jaką na wodach wyspy Mauritius toczy z „miejscową legendą” – olbrzymim marlinem zwanym Cesarzem, przypadkowy amator połowów, starszy urzędnik bankowy Murgatroyd spędzający tam urlop. Najistotniejszą różnicę w fabule stanowi końcowy triumf rybaka amatora, który z szacunku dla swego przeciwnika uwalnia schwytanego marlina, czym zyskuje bezapelacyjne uznanie wyspiarzy.

### Edukacja
Opowiadanie jest lekturą szkolną w polskiej szkole podstawowej i średniej.